# Konstantínos Kóllias
 Konstantínos Kóllias  (en grec : Κωνσταντίνος Κόλλιας ) est un homme politique grec né en 1901 et mort le 13 juillet 1998. Il est premier ministre de Grèce du 21 avril au 13 décembre 1967.